# Михайло Богаченко
Михайло Богаченко (також Богатченко, Бокаченко, Букаченко; роки народження та смерті невідомі) — козацький військовий та державний діяч, Паволоцький наказний полковник.

## Короткий життєпис
Докладна інформація про час, місце народження, походження та ранні роки Михайла Богаченка відсутня. Ймовірно, він міг походити з чигиринської козацької родини Богаченків, представниками якої були також:
- Ілляш Богаченко — козацький полковник (1648-1649), зв'ягельський полковник (1651), наказний (1650-1651) та повний чигиринський полковник (1658-1659).
- Семен Богаченко — Генеральний суддя Правобережної України в 60—70-х pp. XVII ст.).

З іншого боку, в Реєстрі Війська Запорозького 1649 року сотником Торчицької сотні Білоцерківського полку, яка після відновлення Паволоцького полку в 1651-1652 роках була включена до останнього, зазначений Михай Букаченко. П'ятнадцятим після сотника в списку цієї сотні зазначено також його можливого родича Панка Букаченка. Можливо Михай Букаченко та Михайло Богаченко — одна й та сама особа, а, отже, останній міг походити із козацької сім'ї Букаченків містечка Торчиця, або разом зі своїм можливим родичем Панком (Паньком) вони могли переселитися до цього містечка перед укладанням реєстру.
Михайло Богаченко, очевидно, перед посіданням посади полковника, повинен був займати певний старшинський уряд, проте не був на провідних ролях. З цим дуже добре узгоджується вищевказане припущення про посідання ним уряду торчицького сотника, принаймні 1649 року. Протягом військових дій Хмельниччини Богаченко, можливо, добре проявив себе, звернув на себе увагу керівництва козацького війська та навіть самого гетьмана, і вже у серпні 1654 року обійняв посаду паволоцького полковника, змінивши на ній Григорія Зубченка.
Найбільше інформації про Михайла Богаченка залишилося в джерелах про виконання ним дипломатичної місії до Кримського ханства як керівника посольства гетьмана. Це призначення свідчить про неабияку довіру до Богаченка з боку очільника козацької держави, а також, про його непересічні якості, які могли стати в пригоді під час виконання довіреної місії. Богдан Хмельницький, одержавши відомості про загострення політичної боротьби в Криму після смерті у першій половині липня 1654 року хана Іслама III Ґерая, направив туди близько 12-13 серпня посольство на чолі з паволоцьким полковником Михайлом Богаченком. Разом з останнім до посольства входили Лукаш Пухальський і товмач Залепкара.
Посольство було надовго затримане в Криму. В реляції Б. Хмельницького від 15 (25) вересня 1654 року зазначалося, що М. Богаченко досі не повернувся від хана. У листі від 28 вересня (8 жовтня) 1654 р. гетьман уточнює, що М. Бокаченко (Богаченко) паволоцький полковник, і що орда кримська і ногайська, неправду учинивши, того посланця затримали і довгий час не відпускають.
Козацьке посольство М. Богаченка опинилося у досить скрутній ситуації. Каммамбет-мурза, який його супроводжував, боявся потрапити до рук прихильників Сефер Кази-аги й залишив послів у своєму кочовиську (сараї), а сам подався до Ширин-бея, якому повіз листа Хмельницького. Листи гетьмана були послані й до інших кримських беїв. Однак, зваживши на всі обставини, Ширин-бей вирішив піти на замирення з Нуреддин-султаном і Сефер Кази-агою. Тим часом польському послу Яскульському вдається за допомогою коштовних подарунків схилити на свій бік Ширин-бея та Каммамбет-мурзу. Від одного з «надійних татар» козацькі посли довідалися про зміну орієнтації вищезгаданих кримських феодалів. Коли стало відомо про наближення новопризначеного султаном кримського хана Мехмеда IV Ґерая, Богаченка та його товаришів перевели до Перекопа, де тримали три тижні. Беї й султани переконували їх у необхідності зміни гетьманом зовнішньополітичної орієнтації, а потім узагалі ізолювали від зовнішнього світу.
Проте послам вдалося зібрати важливий матеріал про становище в Криму. Їм вдалося знайти «приятеля, що нам зичив добра і всі задуми їх (представників кримської знаті) чуючи, нам розповідав». Зокрема, він «вночі таємно з десять крат говорив: хоча б усі беї і аги присягали, щоб їм не мати віри». Вдалося послам встановити контакти і з українськими полоненими, які також повідомили чимало відомостей. Один з них, «приятель» київського писаря Івана, розповів, що протягом літа «ляхи» і молдавський господар схиляли колишнього хана і беїв до війни проти козацької України. На деякий час кримські органи влади заборонили було спілкуватися татарам і невільникам з перекладачем посольства. За таких обставин М. Богаченко почав посилати на базар Л. Пухальського (котрий знав мову) довідуватися про різні новини.
Імовірно, 2 (12) жовтня Карач-бей, прибувши від Мехмеда IV Ґерая, зібрав своїх наближених, закликав українських послів і поставив їм вимогу, щоб «ессмы, войска, отстали Москвы». При цьому пригрозив, що в разі відмови порвати з Московським царством по Україні вдарять «турецкая, венгерская, мультянская, волоская [землі] и мы со всею ордою». На це Богаченко зауважив: він прибув не для укладення нового договору, а для підтвердження старого, коли «жили брат за брата, и подтвердить братство», нагадав, що самі татари присилали до Хмельницького Каммамбет-мурзу з проханням «о братстве», й запропонував відправити до гетьмана нове посольство. Хоча Карач-мурза був певним, що Хмельницький залишиться вірним союзові з Московією, все ж вирішив написати йому листа з пропозицією відійти від царя, обіцяючи взамін відновлення дружби. 
Близько 5 (15) жовтня відбувся з'їзд кримської знаті для обговорення ряду важливих питань внутрішньо- та зовнішньополітичного життя ханства. На нього закликали також козацьке посольство. Візир звернувся з промовою, зміст якої зводився до необхідності розірвати союз із Москвою й повернутися до підданства польському королеві. По тому до послів звернувся Карач-мурза, який пригрозив майбутнім походом на українські землі татарської орди: «Прежде идем на вам, а назавтрее на москвич[и]». потім їм дав аудієнцію Мехмед IV Ґерай. Він підкреслив свій намір жити в кращому братерстві з козаками, ніж його брат Іслям Ґерай, але це можливо лише за умови розриву з Московією. Хан також написав листа до гетьмана, повідомляючи, що рада висловилася, «чтоб с вами такая пріязнь была, как и преж сего». Він не приховував вигідності для Криму союзу з козаками та рішуче наполягав на розриві союзу козаків з Москвою. В такому разі обіцяв навіть надати Війську Запорозькому збройну допомогу проти Речі Посполитої, коли б вона напала на Україну. Інакше погрожував комбінованим наступом на українські землі Туреччини, Криму, Речі Посполитої, Валахії, Трансільванії та Молдавії. З листом хана до Чигирина поїхав (разом з українськими послами) Тохтамиш-ага. Водночас Мехмед IV Ґерай дав розпорядження калга-султанові підготуватися до походу. 
Гетьман Богдан Хмельницький, перебуваючи в Корсуні, ймовірно, 16 (26) жовтня прийняв Михайла Богаченка та інших своїх послів, що повернулися з Криму, й довідався про позицію нового хана. Під час розмови з Тохтамиш-агою гетьман рішуче відхилив ультимативні вимоги кримського уряду, але водночас засвідчив готовність жити з ним «в братстве и в совете». Зберігся звіт послів Богдану Хмельницькому від цього ж числа, де вони детально описали всі події під час посольства.
Посольство Михайла Богаченка та Лукаша Пухальського до Криму хоч і не привернуло хана Мехмеда IV Ґерая на бік союзників (козаків та Москви), зате дозволили виграти час. Проте вже у листопаді стала реальною загроза вторгнення Кримської орди.
На жаль, відомості про подальшу долю Михайла Богаченка відсутні. Такі дослідники, як Віра Панашенко, Джордж Ґаєцький та інші вказують, що він був повним паволоцьким полковником протягом 1654-1657 років. Проте найпізніша згадка про паволоцького полковника М. Богаченка, підтверджена іншими писемними джерелами, датується 16 (26) жовтня 1654 р. Більшість дослідників відносять перебування М. Богаченка на посаді паволоцького наказного полковника лише до періоду серпня-жовтня 1654 року, причому, всі писемні згадки про це пов'язані лише з його посольством до Криму. За даними В. Кривошеї, його наступником став Михайло Суличич принаймні з травня 1655 року. Дослідник С. Коваленко взагалі припускає, що Михайло Суличич і Михайло Богаченко — одна і та ж особа. Як він зазначає, М. Суличич іноді послуговувався прізвищем Богаченко.